# Pavel Loskutov

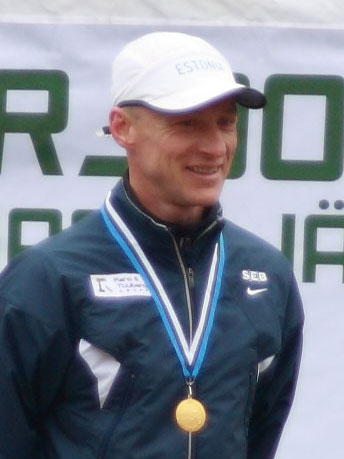
Pavel Loskutow 2010

Pavel Loskutov (* 2. Dezember 1969 in Valka, Lettische SSR) ist ein estnischer Langstreckenläufer.
Er hält die nationalen Rekorde im 10-km-Straßenlauf (29:23), im Halbmarathon (1:03:00, aufgestellt als Sieger des Göteborgsvarvet 2001) und im Marathon (2:08:53, aufgestellt als Zweiter des Paris-Marathons 2002).
1999 und 2001 gewann er den Frankfurt-Marathon und beim Marathon der Leichtathletik-Europameisterschaften 2002 in München holte er die Silbermedaille.
Loskutov nahm an vier olympischen Marathonläufen teil, mit dem 26. Platz bei den Spielen 2004 in Athen als bestem Resultat.